# Ágnes Farkas
Ágnes Farkas (21 de abril de 1973) es una exbalonmanista húngara. Ganó una medalla de oro en el Campeonato Europeo de Balonmano Femenino de 2000 y una medalla de plata en los Juegos Olímpicos de Sídney 2000 y en los Campeonatos del Mundo de 1995 y 2003.

## Carrera

### Club
Comenzó a jugar balonmano en el Építők SC, donde permaneció hasta 1992, cuando se mudó al Budapesti Spartacus. Un año después se unió a Ferencváros Torna Club, donde pasó seis temporadas. Allí, logró los mayores éxitos de su club, incluidos títulos de liga y copa, la Liga de Campeones EHF y las medallas de plata de la Copa EHF. Gracias a sus destacadas actuaciones a lo largo de los años, los aficionados del Ferencváros la consideran un icono del club.
También compitió en el extranjero, jugando para el equipo alemán Borussia Dortmund y luego consiguiendo dos copas croatas y el título del campeonato croata con Podravka Koprivnica. Farkas jugó sus últimas temporadas en el Aalborg DH danés, coronando su carrera con una plata en la liga danesa en su último año.
Aunque en abril de 2005, Gjerpen IF le ofreció un contrato de un año con la opción de otro año, Farkas declaró que no desea permanecer en el balonmano profesional y finalmente se retiró al final de la temporada.
Sin embargo, no se alejó del deporte por completo después de su retiro, ya que entrena a niños.

### Internacional
Debutó en la Selección femenina de balonmano de Hungría el 16 de octubre de 1993 contra Polonia, y participó en su primer Campeonato Mundial de Balonmano Femenino ese año, terminando séptima. En 1994, fue nombrada máxima goleadora del Campeonato Europeo de Balonmano Femenino. Un año después, formó parte del equipo que ganó una medalla de plata en el Campeonato Mundial, organizado conjuntamente por Austria y Hungría. En 1996, se vio obligada a dejar de jugar por una lesión y se perdió los Juegos Olímpicos y el Campeonato de Europa de ese año.
Ocupó el noveno lugar en el Campeonato Mundial en 1997. Ganó una medalla de bronce en el Campeonato Europeo al año siguiente y terminó quinta en 1999. Fue miembro del equipo de la medalla de plata de los Juegos Olímpicos de Sídney 2000, y también fue seleccionada para la plantilla que triunfó en la Eurocopa del mismo año. En 2002, logró el quinto lugar en el Campeonato de Europa con Hungría y recibió el premio como máxima goleadora.
Participó en el Campeonato Mundial de 2003 y también participó en los Juegos Olímpicos de Atenas 2004, donde Hungría terminó quinta.

## Logros

### Club
- Liga de Hungría de balonmano femenino:
  - Ganador: 1991, 1994, 1995, 1996, 2002
- Magiar Kupa:
  - Ganador: 1992, 1994, 1995, 1996, 2000, 2003
- Copa de Alemania:
  - Ganador: 1997
- Campeonato de Croacia:
  - Ganador: 1998, 1999
- Copa de Croacia:
  - Ganador: 1998, 1999
- Liga de Dinamarca de balonmano femenino:
  - Medallista de plata: 2005
- Liga de Campeones de la EHF:
  - Finalista: 2002
- Recopa de Europa de balonmano femenino:
- Finalista: 1994
- Liga Europea de la EHF femenina:
  - Finalista: 1997
- Supercopa de Europa de balonmano femenina:
  - Ganador: 1999
  - Tercer Puesto: 2002

### Internacional
- Juegos olímpicos:
  - Medallista de plata: 2000
- Campeonato mundial:
  - Medallista de plata: 1995, 2003
- Campeonato Europeo:
  - Ganador: 2000
  - Medallista de bronce: 1998

## Premios y reconocimientos
- Máxima goleadora del Campeonato de Europa: 1994, 2002
- Liga de Hungría de balonmano femenino, Máximo goleador: 2001
- Balonmanista húngara del año: 2001, 2002[4]
- Cruz de Caballero de la Orden del Mérito de la República de Hungría: 2000[7]